# Saint-Bruno-de-Guigues
Pour les articles homonymes, voir Guigues.
Saint-Bruno-de-Guigues est une municipalité du Québec (Canada) située dans la MRC de Témiscamingue en Abitibi-Témiscamingue.

## Toponymie
Elle est nommée en l'honneur de l'évêque Joseph-Eugène-Bruno Guigues.

## Histoire

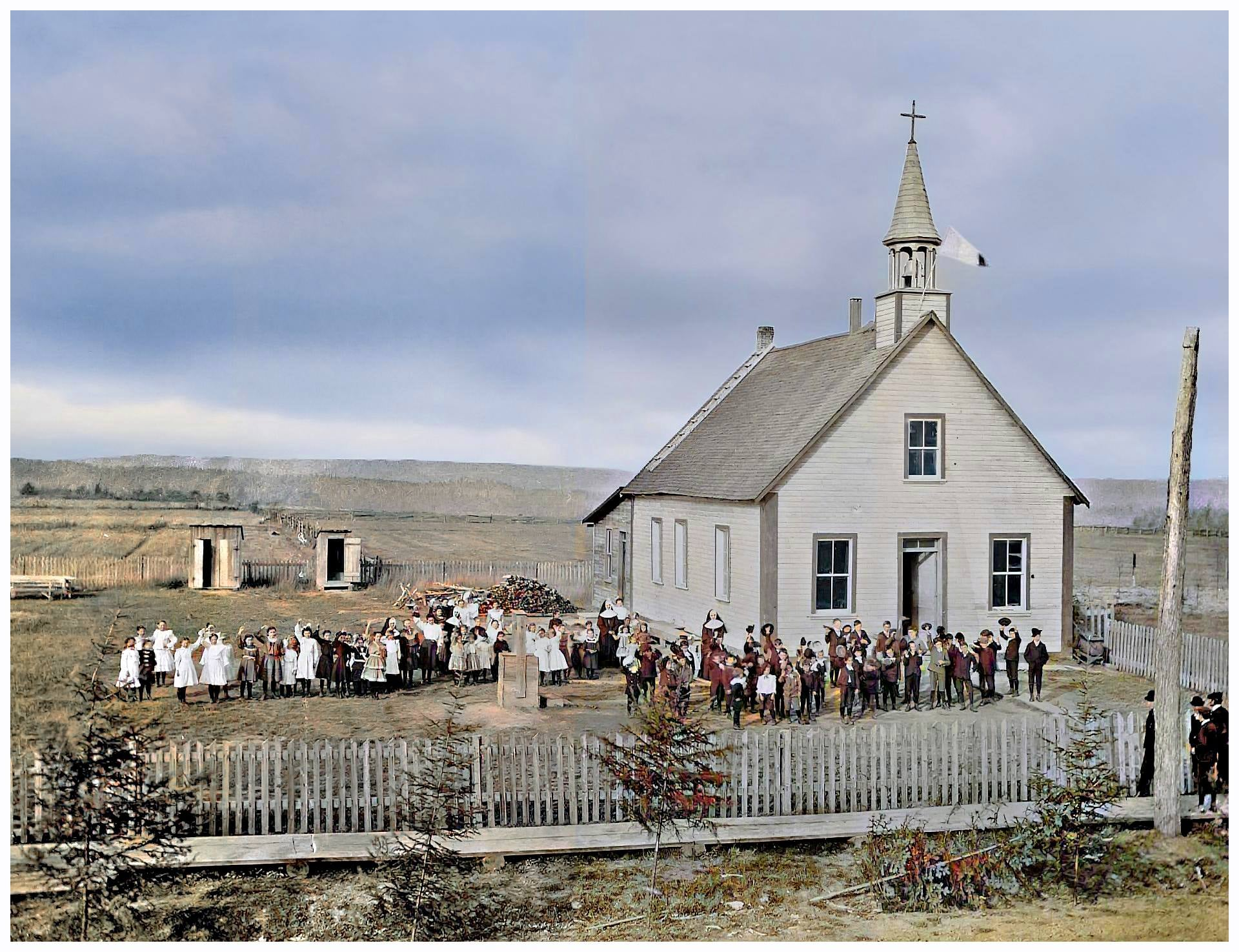
École-chapelle de Saint-Bruno-de-Guigues, en 1910.

- 1897 : Fondation du canton de Guigues.
- 3 octobre 1912 : Le canton de Guigues devient la paroisse de Saint-Bruno-de-Guigues.
- 6 mai 1995 : La paroisse de Saint-Bruno-de-Guigues devient une municipalité.
- 24 juin 1997 : La municipalité de Saint-Bruno-de-Guigues fête ses 100 ans

## Géographie
La rivière à la Loutre traverse la municipalité vers le nord-ouest pour aller se déverser sur la rive est de la rivière des Outaouais.

## Démographie
| 1991  | 1996  | 2001  | 2006  | 2011  | 2016  | 2021  |
| ----- | ----- | ----- | ----- | ----- | ----- | ----- |
| 1 069 | 1 117 | 1 129 | 1 076 | 1 100 | 1 154 | 1 185 |

## Administration
Les élections municipales se font en bloc pour le maire et les six conseillers.
L'élection à la mairie de 2013 a été décidée par tirage au sort, à cause de l'égalité des suffrages obtenus par chaque candidat (239 votes chaque).
| Saint-Bruno-de-Guigues Maires depuis 2001                                                                            |                   |                            |          |
| Élection | Maire             | Qualité                    | Résultat |
| 2001 | Gérard Pétrin     |                            | Voir     |
| 2005 | Gérard Pétrin     | Voir                       |          |
| 2009 | Joanne Larochelle |                            | Voir     |
| 2013 | Donald Alarie     | Décédé en fonction en 2015 | Voir     |
| 2016 | Carmen Côté       |                            | Voir     |
| 2017 | Carmen Côté       | Voir                       |          |
| 2021 | Richard Robert    |                            | Voir     |
| Élection partielle en italique Depuis 2005, les élections sont simultanées dans toutes les municipalités québécoises |                   |                            |          |

- Gentilé : Guiguois, Guiguoise